# Kommunikationsdirektor des Weißen Hauses
Der Kommunikationsdirektor des Weißen Hauses (englisch White House Communications Director) ist wie der Pressesprecher des Weißen Hauses eine hochrangige Funktion im Weißen Haus. Sein direkter Vorgesetzter ist i. d. R. * der Stabschef des Weißen Hauses; dieser wiederum berichtet direkt an den US-Präsidenten.
Als Kommunikationsdirektor entwickelt der Amtsinhaber die Kommunikationsstrategie für den Präsidenten der Vereinigten Staaten. Zu seinen Aufgaben gehört auch das Schreiben wichtiger Reden wie der Rede zur Amtseinführung oder die alljährliche Ansprache zur Lage der Nation.
Der Kommunikationsdirektor hat ein Büro im West Wing. Oft ernennt ein neuer US-Präsident denjenigen zum Kommunikationsdirektor des Weißen Hauses, der zuvor seine Wahlkampfkampagne geleitet hat.

## Liste der Amtsinhaber
| Kommunikationsdirektor                                 | Bild | Amtszeit                                                                                    | Präsident   |
| ------------------------------------------------------ | ---- | ------------------------------------------------------------------------------------------- | ----------- |
| Herbert George Klein                                   |      | 20. Januar 1969 – 1. Juli 1973                                                              | Nixon       |
| Ken Wade Clawson                                       |      | 30. Januar 1974 – 4. November 1974                                                          | Nixon, Ford |
| Gerald Lee Warren                                      |      | 4. November 1947 – 15. August 1975                                                          | Ford        |
| Margita White                                          |      | 15. August 1975 – 12. Juli 1976                                                             | Ford        |
| David Richmond Gergen                                  |      | 12. Juli 1976 – 20. Januar 1977                                                             | Ford        |
| Gerald Monroe Rafshoon                                 |      | 1. Juli 1977 – 14. August 1979                                                              | Carter      |
| Frank Ursomarso                                        |      | 23. Februar 1981 – 17. Juni 1981                                                            | Reagan      |
| David Richmond Gergen                                  |      | 17. Juni 1981 – 15. Januar 1984                                                             | Reagan      |
| Michael A. McManus Jr.                                 |      | 15. Januar 1984 – 6. Februar 1985                                                           | Reagan      |
| Patrick Joseph Buchanan                                |      | 6. Februar 1985 – 1. März 1987                                                              | Reagan      |
| John O. Koehler                                        |      | 1. März 1987 – 13. März 1987                                                                | Reagan      |
| Thomas Cecil Griscom                                   |      | 2. April 1987 – 1. Juli 1988                                                                | Reagan      |
| Mari Maseng                                            |      | 1. Juli 1988 – 20. Januar 1989                                                              | Reagan      |
| David Franklin Demarest Jr.                            |      | 20. Januar 1989 – 23. August 1992                                                           | Bush sr.    |
| Margaret DeBardeleben Tutwiler                         |      | 23. August 1992 – 20. Januar 1993                                                           | Bush sr.    |
| George Robert Stephanopoulos                           |      | 20. Januar 1993 – 7. Juni 1993                                                              | Clinton     |
| Mark Daniel Gearan                                     |      | 7. Juni 1993 – 14. August 1995                                                              | Clinton     |
| Donald Aaron Baer                                      |      | 14. August 1995 – 31. Juli 1997                                                             | Clinton     |
| Ann C. Frank Lewis                                     |      | 31. Juli 1997 – 10. März 1999                                                               | Clinton     |
| Loretta M. Ucelli                                      |      | 10. März 1999 – 20. Januar 2001                                                             | Clinton     |
| Karen Parfitt Hughes                                   |      | 20. Januar 2001 – 2. Oktober 2001                                                           | Bush jr.    |
| Daniel Joseph Bartlett                                 |      | 2. Oktober 2001 – 5. Januar 2005                                                            | Bush jr.    |
| Nicolle Wallace                                        |      | 5. Januar 2005 – 24. Juli 2006                                                              | Bush jr.    |
| Kevin Sullivan                                         |      | 24. Juli 2006 – 20. Januar 2009                                                             | Bush jr.    |
| Ellen Moran                                            |      | 20. Januar 2009 – 21. April 2009                                                            | Obama       |
| Anita Dunn (kommissarisch)                             |      | 21. April 2009 – 30. November 2009                                                          | Obama       |
| Howard Daniel Pfeiffer                                 |      | 30. November 2009 – 25. Januar 2013                                                         | Obama       |
| Jennifer M. Palmieri                                   |      | 25. Januar 2013 – 1. April 2015                                                             | Obama       |
| Jennifer Rene Psaki                                    |      | 1. April 2015 – 20. Januar 2017                                                             | Obama       |
| Sean Michael Spicer                                    |      | 20. Januar – 6. März 2017                                                                   | Trump       |
| Michael D. Dubke                                       |      | 6. März 2017 – 2. Juni 2017                                                                 | Trump       |
| Sean Michael Spicer (kommissarisch)                    |      | 2. Juni 2017 – 21. Juli 2017                                                                | Trump       |
| Anthony Scaramucci (inoffiziell)                       |      | 21. Juli 2017 – 31. Juli 2017 (offizieller Amtsantritt wäre für 15. August 2017 vorgesehen) | Trump       |
| Hope Charlotte Hicks (kommissarisch bis 12. September) |      | 16. August 2017 bis 29. März 2018                                                           | Trump       |
| William Shine                                          |      | 5. Juli 2018                                                                                | Trump       |
| Stephanie Ann Grisham                                  |      | 1. Juli 2019 bis 7. April 2020                                                              | Trump       |
| Kate Bedingfield                                       |      | 20. Januar 2021 bis 1. März 2023                                                            | Biden       |
| Ben LaBolt                                             |      | 1. März 2023 bis 20. Januar 2025                                                            | Biden       |
| Steven Cheung                                          |      | seit 20. Januar 2025                                                                        | Trump       |